# Stefano Sensi
Stefano Sensi (Urbino, 1995. augusztus 5. –) olasz válogatott labdarúgó, középpályás, az AC Monza játékosa.

## Pályafutása

### Klubcsapatokban
Az Urbino városában született Sensi hatéves korában kezdte labdarúgó pályafutását a helyi Urbania csapatában, ahol fiatalabb testvéreivel is együtt játszott. 2007-ben csatlakozott a Riminihez, ahol három évet töltött. A klub a 2009–2010-es szezon végén csődbe ment, Sensi pedig a Cesena játékosa lett.
2012. november 28-án egy Olasz Kupa-mérkőzésen került be először a felnőtt keretbe, de nem lépett pályára az Atalanta elleni találkozón.
2013. július 23-án kölcsönadták a San Marino Calcio együttesének. Szeptember 8-án mutatkozott be új csapatában, amikor végigjátszotta a Reggiana elleni negyedosztályú bajnokit. Egy héttel később a Como ellen 2–0-ra megnyert találkozón első gólját is megszerezte. 2014. március 16-án a Cremonese elleni mérkőzésen kiállították. 26 találkozón lépett pályára első profi szezonjában, az utolsó játéknapon újabb gólt szerezve a Vicenza elleni mérkőzésen.
2014. július 7-én klubja újabb egy évre kölcsönvette a Cesenától. 33 bajnoki mérkőzésen szerepelt a 2014-2015-ös idényben és hat gólt szerzett, azonban csapat így is kiesett a bajnokság végén a negyedosztályból.
Sensi 2015. augusztus 20-án debütált a Cesena első csapatában egy Catania elleni kupamérkőzésen. Szeptember 5-én a bajnokságban is bemutatkozhatott, amikor a Cesena 2–0-ra legyőzte a Bresciát a Seria B nyitófordulójában a Dino Manuzzi Stadionban.
2016. január 13-án a Sassuolo szerződtette. A 2016–17-es szezon nyitófordulójában bemutatkozhatott a Seria A-ban, miután végigjátszotta a Palermo ellen 1–0-ra megnyert bajnokit. 2016 októberében a Crotonének lőtte első gólját, csapata 2–1-re nyert. Első élvonalbeli szezonjában 19 alkalommal kapott játéklehetőséget. A 2017–18-as szezonban két gólt szerzett 17 bajnoki találkozóján. Alapemberré a 2018–19-es szezonban vált a csapatnál, 30 tétmérkőzésen kétszer volt eredményes.
2019. július 2-án az Internazionale bejelentette, hogy kölcsönvette Sensit a Sassuolotól, akinek végleges megvásárlására 25 millió euróért opciót szerzett. 2020. augusztus 31-én érvényben léptették a megvásárlási opciót.
2022. január 29-én kölcsönbe került a Sampdoria csapatához. 2022. július 2-án egy évre kölcsönben csatlakozott az élvonalba újonnan feljutott AC Monza csapatához. Augusztus 8-án debütált a csereként a kupában a Frosinone elleni 3–2-re megnyert mérkőzésen. A 2023–24-es szezonban az Internazionale csapatával megnyerte a bajnokságot, majd 2024. augusztus 8-án egyéves szerződést írt alá a Monzával.

### A válogatottban
2018 novemberében hívták be először az olasz válogatott keretébe. November 20-án az amerikaiak elleni felkészülési mérkőzésen a kezdőcsapat tagjaként mutatkozott be címeres mezben, 2019 márciusában a Liechtenstein elleni Európa-bajnoki selejtezőn pedig első válogatott gólját is megszerezte. Roberto Mancini 2021 júniusában beválogatta az Európa-bajnokságra nevezett keretbe, azonban sérülés miatt nem vehetett részt a kontinenstornán.

## Statisztika

### Klubcsapatokban
2019. május 26-án frissítve.
| Klub              | Szezon         | Bajnokság      | Bajnokság     | Bajnokság | Országos kupa | Országos kupa | Nemzetközi kupa | Nemzetközi kupa | Egyéb         | Egyéb | Összesen      | Összesen |
| Klub              | Szezon         | Bajnokság      | Pályára lépés | Gól       | Pályára lépés | Gól           | Pályára lépés   | Gól             | Pályára lépés | Gól   | Pályára lépés | Gól      |
| ----------------- | -------------- | -------------- | ------------- | --------- | ------------- | ------------- | --------------- | --------------- | ------------- | ----- | ------------- | -------- |
| San Marino Calcio | 2013–14        | Lega Pro       | 26            | 1         | 0             | 0             | —               | —               | 26            | 1     |               |          |
| San Marino Calcio | 2014–15        | Lega Pro       | 33            | 8         | 1             | 1             | —               | —               | 34            | 9     |               |          |
| San Marino Calcio | Összesen       | Összesen       | 59            | 9         | 1             | 1             | 0               | 0               | 0             | 0     | 60            | 10       |
| Cesena            | 2015–16        | Serie B        | 31            | 4         | 1             | 0             | —               | 1               | 0             | 33    | 4             |          |
| Sassuolo          | 2016–17        | Serie A        | 16            | 1         | 1             | 0             | 2               | 0               | —             | 19    | 1             |          |
| Sassuolo          | 2017–18        | Serie A        | 17            | 2         | 2             | 0             | —               | —               | 19            | 2     |               |          |
| Sassuolo          | 2018–19        | Serie A        | 28            | 2         | 2             | 0             | —               | —               | 30            | 2     |               |          |
| Sassuolo          | Összesen       | Összesen       | 61            | 5         | 5             | 0             | 2               | 0               | 0             | 0     | 68            | 5        |
| Karrier összes    | Karrier összes | Karrier összes | 151           | 18        | 7             | 1             | 2               | 0               | 1             | 0     | 161           | 19       |

### A válogatottban
2020. szeptember 4-én frissítve.
| 2018     | 1 | 0 |
| 2019     | 3 | 1 |
| 2020     | 1 | 1 |
| Összesen | 5 | 1 |

#### Góljai az olasz válogatottban
Az eredmények az olasz válogatott szempontjából értendőek.
| Gól | Dátum               | Helyszín                                     | Ellenfél            | Eredmény a gólt követően | Végeredmény | Versenysorozat                    |
| --- | ------------------- | -------------------------------------------- | ------------------- | ------------------------ | ----------- | --------------------------------- |
| 1.  | 2019. március 26.   | Ennio Tardini Stadion, Parma, Olaszország    | Liechtenstein       | 1–0                      | 6–0         | Európa-bajnoki selejtező          |
| 2.  | 2020. szeptember 4. | Stadio Artemio Franchi, Firenze, Olaszország | Bosznia-Hercegovina | 1–1                      | 1–1         | 2020–2021-es UEFA Nemzetek Ligája |

## Sikerei, díjai
- Internazionale
  - Serie A: 2020–21, 2023–24
  - Olasz szuperkupa: 2021, 2023